# 10492 Mizzi
10492 Mizzi eller 1986 QZ1 är en asteroid i huvudbältet som upptäcktes den 28 augusti 1986 av den belgiske astronomen Henri Debehogne vid La Silla-observatoriet. Den är uppkallad efter amatörastronomen Edward Michael Mizzi.
Den har en diameter på ungefär 10 kilometer och den tillhör asteroidgruppen Eos.